# Yves Régnier
Pour les articles homonymes, voir Régnier.
Ne doit pas être confondu avec Yves Rénier ou Yves Reynier.
Yves Régnier, né le 11 novembre 1914 à Alger, en Algérie, et mort le 11 mai 1976 à Évecquemont, en France, est un écrivain, romancier, poète et nouvelliste français. Fonctionnaire français, affecté au ministère des affaires étrangères, il a exercé les fonctions d’attaché culturel, secrétaire d’ambassade et de membre du service de presse à Ankara, Beyrouth, au Caire et Athènes. Il a adapté de nombreux poèmes de Yunus Emre, poète turc des XIIIe et XIVe siècles. Il a rédigé plus d’une vingtaine d’articles dans la Nouvelle revue française, de 1958 à 1976.
Écrivain des passions, de l’amour, des misères, du bonheur et des excentricités, le style d’Yves Régnier a souvent été qualifié par les critiques d’élégant, de raffiné et d’envoûtant.  Le 16 novembre 1963, Le Monde écrivait que « Des romans d'Yves Régnier, on sort déconcerté et envoûté par un indéfinissable charme ». L’écriture d’Yves Régnier est qualifiée, toujours en 1963 dans Le Monde, de « précise, claire, parfaitement apte à faire surgir objets, décors et êtres, et douée en même temps d'un halo qui suggère l'irréalité, le rêve et comme la perception des choses à travers une sorte de sommeil ou d'extase ». Yves Régnier « est l'auteur de livres dont la lecture est un réconfort pour tous ceux qui demandent à la littérature autre chose qu'un divertissement superficiel » selon Jean-Pierre Dorian dans Coups de Griffes.
Yves Régnier a reçu en 1958 le Prix des critiques.

## Biographie

### Origines, formation et carrière
Yves Régnier est issu d’une famille installée depuis plusieurs générations en Algérie. En 1891, le grand-père paternel d’Yves Régnier a quitté sa Normandie natale pour l’Algérie alors que le grand-père maternel d’Yves Régnier y vivait déjà. Ses deux grands-pères furent administrateurs de la banque d’Algérie. Le père d’Yves Régnier, Pierre-Henry Régnier exerça l’activité de commerçant à Alger dans le domaine du café. Yves Régnier est d’ascendance américaine par sa grand-mère paternelle, Anna Virginie Bascom.
En 1938, Yves Régnier est décrit dans l'Écho d’Alger comme un jeune homme timide, intelligent et sympathique. Yves Régnier a fait des études de sociologie et d’ethnologie. De janvier à juin 1938, Yves Régnier va vivre avec les Chaamba. Il partagera le quotidien des tribus pour mieux s’imprégner de leur culture et de leur mode de vie. Les qualités humaines d’Yves Régnier ont séduit les tribus qui lui décerneront le titre de chaambi. Il obtiendra un doctorat. Sa thèse, titrée Les petit-fils de Touameur, toute « baignée d’amour pour le Sahara », a été publiée en 1938 chez Hérissey, puis en 1939 chez Domat-Montchrestien.
Après ses études, Yves Régnier est devenu fonctionnaire et a intégré le Quai d’Orsay. Il a occupé les postes d'attaché, puis de secrétaire d'ambassade à Ankara, à Beyrouth et au Caire, où il a fait fonction d'attaché culturel. Concomitamment à cette période, et même dès 1945, Yves Régnier a commencé à écrire. Le 16 juin 1945, Yves Régnier a publié dans Les Nouvelles hebdomadaires, sous l'anagramme de Serge Virney, une nouvelle intitulée Le Sultan, un Général et la Princesse de Garamantes. Ce texte, d'inspiration orientaliste, a été édité, pour la première fois et à titre posthume, en 2020.

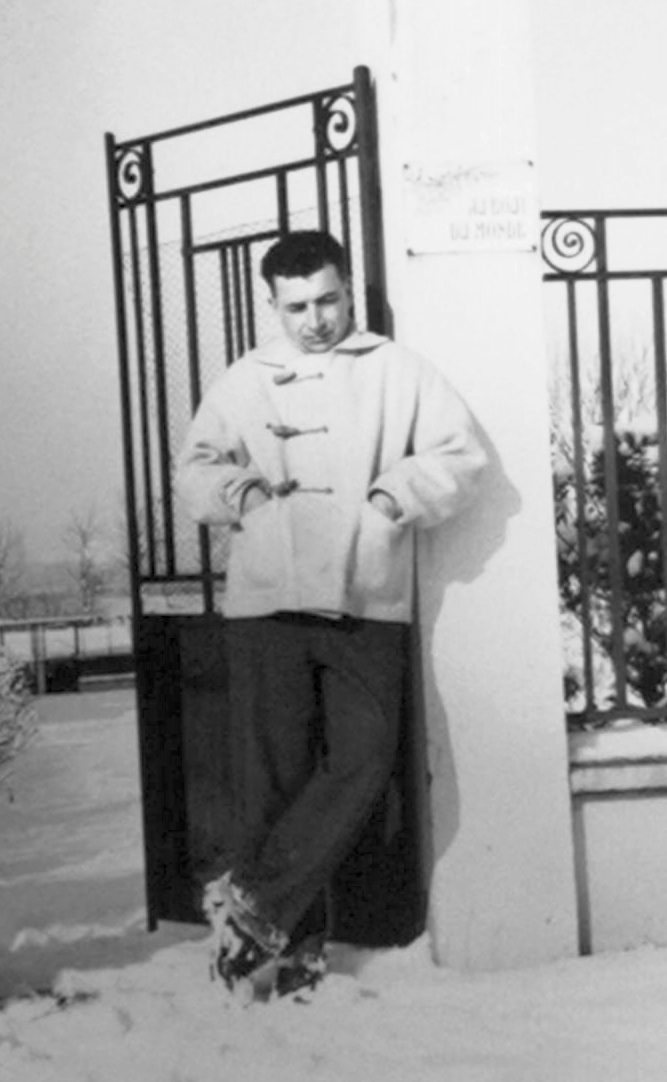

En 1951, Yves Régnier s’installe à Elisabethville-Aubergenville, commune d'Epône, dans une propriété appelée Au bout du monde. À peine installé, il est nommé le 5 mars 1952, chef du service de presse et d’information à la résidence générale en Tunisie. Au retour de Tunisie, Yves Régnier présente sa démission qui est refusée. Il est alors placé en disponibilité. Yves Régnier reste Au bout du Monde et se consacre pleinement à la littérature.
Quelques années plus tard, Yves Régnier sera affecté en Grèce. Malheureusement sa santé de dégrade. Il fait un infarctus du myocarde. En 1965, Yves Régnier, toujours affaibli, quitte la Grèce pour revenir à Paris.
En 1971, Yves Régnier a été nommé  consul général de France à Oujda au Maroc puis à Fez. En 1974, il rentre définitivement en France.  En mai 1976, il est hospitalisé dans une clinique dans les environs d’Aubergenville-Elisabethville. Le 11 mai 1976, toujours en soin, il décède d'une insuffisance cardiaque.
Yves Régnier disparaît quelques mois après avoir publié chez Gallimard son ultime ouvrage Paysage de l'Immobilité.

### Productions littéraires
Si le poste d’attaché culturel a favorisé les rencontres entre Yves Régnier et le milieu littéraire, son talent a très vite été remarqué par des hommes qui favorisèrent sa carrière d'écrivain. Deux hommes auront contribué à la reconnaissance d’Yves Régnier : Jean Grenier et surtout Jean Paulhan.
Jean Grenier n’hésitera pas à vanter la qualité littéraire de la production d’Yves Régnier. Jean Grenier présenta Le Royaume de Bénou comme un livre dont « il est impossible de donner une idée», un livre qu’il qualifie d’« inclassable » : « ce n’est ni un conte de fées à la d’Aulnoy, ni un souvenir d’enfance comme Le Grand Meaulnes, ni un récit d’aventures comme Robinson, ni une parabole taôiste à la manière de Tchouang-Tzeu, mais comme une lettre familière et qui est adressée à chacun de nous par un ami intime et qui a été écrite à l’aurore. »
Jean Paulhan sera l’ami d’Yves Régnier. Il lui ouvrira les portes de la Nouvelle revue française et de Gallimard. Jean Paulhan, ainsi que Dominique Aury, ont fait partie des personnalités littéraires reçues chez Yves Régnier. Le décès de Jean Paulhan, en 1968, a été durement ressenti par Yves Régnier.
Yves Régnier a été publié de son vivant par trois éditeurs. Sa carrière littéraire a commencé chez GLM. Yves Régnier a fait partie des auteurs ayant participé à la belle aventure de la maison d'édition fondée par Guy Lévis Mano. Ce dernier, ami de Jean Cocteau, publia Paul Eluard, Man Ray, Philippe Soupault, René Char, Pierre Jean Jouve ou encore Jacques Prévert. Guy Lévis Mano, poète et éditeur exigeant, publia trois ouvrages d’Yves Régnier :
- Poèmes de Yunus Emré en septembre 1949. Il s’agit d’une adaptation par Yves Régnier de poèmes de Yunus Emré traduits par Burhan Toprak (directeur de l’Académie des Beaux-arts d’Istanbul). Yves Régnier a dédié cet ouvrage au parrain de son fils (Daniel Régnier) : le compositeur Maurice Ohana.
- L’office de six heures, publié en octobre 1949, regroupe vingt-et-un courts textes d’Yves Régnier. L’ouvrage est dédié au poète libanais Georges Schehadé.
- Un monde aveugle, en juin 1952. Cet ouvrage contient vingt-et-un textes d’Yves Régnier et est dédié à Jean Grenier.

À partir de 1957, Yves Régnier sera publié chez Grasset et chez Gallimard. La collaboration entre Yves Régnier et Grasset commencera par un ouvrage qui aura été le plus grand succès critique de l’auteur : Le Royaume de Bénou, ouvrage récompensé en 1958 par le Prix des critiques. Yves Régnier a publié cinq ouvrages chez Grasset :
- Le Royaume de Bénou, 1957, roman. Ouvrage dédié à Guy Le Clec'h (Journaliste, écrivain et conseiller littéraire) ;
- Les voyages, 1958, roman ;
- Le sourire, 1960, roman, les cahiers verts ;
- Les ombres, 1963, roman, les cahiers verts ;
- Promenoirs, 1964. L’ouvrage regroupe soixante-cinq textes brefs présentés, en quatrième de couverture « comme des romans qui voudraient naître », des textes « faits pour que nous rêvions dans la marge, forcés d’imaginer ce que l’auteur ne dit pas, pénétré qu’il est du pouvoir d’un certain silence. C’est ainsi qu’où la route se ferme, la Voie s’ouvre… »

À partir de 1961, Yves Régnier a été publié par les éditions Gallimard. Son œuvre sera présentée dans la prestigieuse collection Le Chemin dirigée par Georges Lambrichs et dans laquelle seront aussi édités  Michel Butor, Jacques Réda, Jacques Borel ou encore Le Clézio. Les éditions Gallimard ont publié quatre ouvrages d’Yves Régnier :
- La main sur l’épaule, 1961, collection Le chemin ;
- Le divan, 1963 (soixante-trois poèmes de Yunus Emré, préface d’Yves Régnier) ;

- Un monde aveugle I La barrette, 1967, collection Le chemin ;

- Paysage de l’Immobilité, 1975, collection Le chemin. L’ouvrage regroupe soixante-quatorze textes brefs présentés en quatrième de couverture comme « Des pages, des écrits qui ne semblent pas liés les uns aux autres imposent bientôt au lecteur fasciné une vision unique, un seul tissu. Nous voguons vers l’enfance rêvée et réelle, vers un temps perdu, une maison orientale où circulent des êtres d’autrefois que l’on retrouve dans leur mystère vivant. L’obsession de l’Orient, des couleurs solaires, du paysage méditerranéen composent et recomposent les images de ce texte semblable à un kaléidoscope, une rosace littéraire qui se forme peu à peu aux yeux du lecteur. » Ce livre a été analysé par Jacques Bersani, dans Le Monde du 11 juin 1976[8], comme le livre du « temps suspendu », « Tantôt des nouvelles qui sont presque des récits, tantôt des phrases qui ne sont pas encore des poèmes Puzzle ou kaléidoscope. Du conte à la chronique, de l'anecdote au haïkaï, tous les genres se mêlent, se confondent au sein d'une écriture dont la limpidité n'a d'égale que le mystère. (…) »

Son épouse, Christiane Dematons, a joué un rôle primordial dans la mise en forme de son œuvre : elle a été sa correctrice, non seulement de l'orthographe, mais aussi de la construction et de la structure grammaticale des phrases. Elle lui a donné son avis et lui suggérait fréquemment quelques modifications, jouant ainsi un rôle non négligeable dans l'élaboration de son style.

### Vie privée
Le 22 octobre 1941, Yves Régnier a épousé Christiane Dematons à Birmandreis (commune à côté d'Alger). De cette union sont nés quatre enfants : Joëlle, Daniel, Laurent et Jérôme.

### Décès
En 1965, des problèmes de santé, obligent Yves Régnier à regagner la France. Au cours des dix dernières années de sa vie, à l’exception de Paysage de l’Immobilité, Yves Régnier ne rédigera que quelques articles dans la Nouvelle revue française. Yves Régnier décède le 11 mai 1976, à Evecquemont, (département des Yvelines), en France.
Yves Régnier repose au cimetière d’Epône (Département des Yvelines, en France), non loin d'Elisabethville, aux côtés de son épouse, Christiane.

## Œuvres

### Ouvrages édités
- Les petits fils de Touameur, les Chaamba (Domat-Montchrestien, 1939), essai ;
- L’office de six heures (GLM, 1949), textes brefs ;
- Poèmes de Yumus Emré (GLM, 1949), adaptation des poèmes de Yumus Emré ;
- Un monde aveugle (GLM, 1952), textes brefs ;
- Le Royaume de Bénou, (Grasset, 1957), roman ;
- Les voyages (Grasset, 1958), roman ;
- Le sourire (Grasset, les cahiers verts, 1960), roman ;
- La main sur l’épaule (Gallimard, collection Le chemin, 1961), roman ;
- Les ombres (Grasset, les cahiers verts, 1963), roman ;
- Le divan par Yunus Emré (Gallimard, 1963), poésies ;
- Promenoirs (Grasset, 1964), textes ;
- Un monde aveugle I La barette (Gallimard, collection Le chemin, 1967), roman ;
- Paysage de l’immobilité (Gallimard, collection Le chemin, 1975), textes ;
- Le Sultan, un général et la Princesse des Garamantes (Editions SQSB, 2020), conte ;

### Articles publiés dans la Nouvelle Revue Française
- L’envers des choses (NRF no 62, Février 1958)
- Ni pour ni contre (NRF no 67, Juillet 1958)
- Les voyages (NRF no 73, Janvier 1959)
- Les voyages (II) (NRF no 74, Février 1959)
- Les voyages (fin) (NRF no 75, Mars 1959)
- Les bonnes mœurs (NRF no 86, Février 1960)
- Le chemin de Dalmatie (NRF no 93, Septembre 1960)
- Le carillon (NRF no 95, Novembre 1960)
- La montagne de Dalmatie  (NRF no 98, Février 1961)
- La main sur l’épaule (I) (NRF no 105, Septembre 1961)
- La main sur l’épaule (Fin) (NRF no 106, Octobre 1961)
- Tombeau du Youmous Emré  (NRF no 107, Novembre 1961)
- Les Tentatives (NRF no 119, Novembre 1962)
- Les Ombres (NRF no 129, Septembre 1963)
- Les Ombres (Fin)  (NRF no 130, Octobre 1963)
- La Barrette (NRF no 167, Novembre 1966)
- La plaine de Murcie  (NRF no 176, Août 1976)
- Les yeux de Jean (NRF no 197, Mai 1969)
- Notes et croquis de voyage (NRF no 262, Octobre 1974)
- Le temps des cerises (NRF no 266, Février 1975)
- Monts et Merveilles (NRF no 277, Janvier 1976)
- Hommage à Saint-John Perse (NRF no 278, Février 1976)
- Lettre à Marcel Arland (NRF no 286, Octobre 1976)

### Divers
- Les Chaamba sous le régime français (Hérissey, 1938), thèse de fin d’études

### Correspondances
- Une correspondance inédite avec Jean Paulhan n’a pas été éditée.

## Adaptations de ses œuvres

### En musique
- Trois poèmes de Yumus Emré, adaptés par Yves Régnier, mis en musique par Jean-Christophe Marti[10], 2016. Commande de l’ensemble de musique baroque Consonance (Tours). Création musicale pour 5 voix, clavecin, théorbe, orgue portatif et viole. Œuvre créée à l’été 2016 à l'Abbaye de Noirlac, sous la direction de François Bazola.